# Atlántico Sur de Estados Unidos
El Atlántico Sur de Estados Unidos es una de las nueve divisiones de los Estados Unidos reconocidas por la Oficina del Censo de los Estados Unidos.
La división está formada por nueve estados y un distrito; Delaware, Florida, Georgia, Maryland, Carolina del Norte, Carolina del Sur, Virginia, Virginia Occidental y el Distrito de Columbia. Junto con los estados del Centro Sureste de Estados Unidos (Alabama, Kentucky, Misisipi y Tennessee) y del Centro Suroeste (Arkansas, Luisiana, Oklahoma y Texas), el Atlántico Sur constituye la división de mayor tamaño de la región del Sur de Estados Unidos (las otras tres regiones son el Noreste, Medio Oeste y Oeste, todas ellas con dos divisiones).
- Datos: Q2261430